# 台灣播出之日劇列表 (2008年)
台灣播出之日劇列表為在2008年台灣播映過之日本戲劇
| 日期     | 劇名                      | 日本電視台 | 台灣電視台 | 主要演員             | 網站                        |
| 01月2日  | 空姐真命苦                | NTV        | 緯來日本台 | 觀月亞里沙           | 網頁 （页面存档备份，存于） |
| 01月24日 | 櫻桃小丸子真人版          | CX         | 緯來日本台 | 森迫永依             | 網頁 （页面存档备份，存于） |
| 01月29日 | 醫龍2                     | CX         | 緯來日本台 | 坂口憲二             | 網頁 （页面存档备份，存于） |
| 2月1日   | 料理新人王                | NTV        | 緯來日本台 | 松本潤               | 網頁 （页面存档备份，存于） |
| 2月19日  | Stand UP!!                | TBS        | 緯來日本台 | 二宮和也             | 網頁 （页面存档备份，存于） |
| 3月5日   | 父女變變變                | TBS        | 緯來日本台 | 新垣結衣、館 廣      | 網頁 （页面存档备份，存于） |
| 04月1日  | 情定大飯店                | EX         | 緯來日本台 | 上戶彩               | 網頁 （页面存档备份，存于） |
| 04月14日 | 生徒諸君！                | EX、ABC    | 緯來日本台 | 內山理名             | 網頁 （页面存档备份，存于） |
| 04月28日 | 東京鐵塔                  | CX         | JET        | 速水茂虎道           | 網頁 （页面存档备份，存于） |
| 05月1日  | 料亭小師傅                | CX         | 緯來日本台 | 二宮和也             | 網頁 （页面存档备份，存于） |
| 05月2日  | Love&Farm                 | KTV        | 國興衛視   | 玉山鐵二             | 網頁 （页面存档备份，存于） |
| 05月12日 | 大胃王神探                | NTV        | 緯來日本台 | 東山紀之             | 網頁 （页面存档备份，存于） |
| 05月13日 | 工作一姐                  | NTV        | JET        | 菅野美穗             | 網頁 （页面存档备份，存于） |
| 05月27日 | 大胃王神探2               | NTV        | 緯來日本台 | 東山紀之             | 網頁 （页面存档备份，存于） |
| 6月2日   | First Kiss                | CX         | 緯來日本台 | 井上真央             | 網頁 （页面存档备份，存于） |
| 6月17日  | 山女壁女                  | CX         | 緯來日本台 | 伊東美咲             | 網頁 （页面存档备份，存于） |
| 7月9日   | 花樣少年少女              | CX         | 緯來日本台 | 堀北真希             | 網頁 （页面存档备份，存于） |
| 7月9日   | 魚干女又怎樣              | NTV        | 緯來日本台 | 綾瀨遙               | 網頁 （页面存档备份，存于） |
| 7月11日  | 有閑俱樂部                | NTV        | JET        | 赤西仁               | 網頁 （页面存档备份，存于） |
| 7月12日  | 名偵探柯南 工藤新一的復活 | YTV        | 緯來日本台 | 小栗旬               | 網頁 （页面存档备份，存于） |
| 7月18日  | BAD DAD                   | EX、ABC    | 國興衛視   | 高橋克典             | [ 網頁]                     |
| 7月23日  | 貧窮貴公子                | TBS        | 緯來日本台 | 二宮和也             | 網頁 （页面存档备份，存于） |
| 7月25日  | 偵探學園Q                 | NTV        | JET        | 神木隆之介           | 網頁 （页面存档备份，存于） |
| 7月28日  | 破案天才伽利略            | CX         | 緯來日本台 | 福山雅治             | 網頁 （页面存档备份，存于） |
| 08月6日  | 極道鮮師3                 | NTV        | 緯來日本台 | 仲間由紀惠           | 網頁 （页面存档备份，存于） |
| 08月28日 | 詐欺遊戲                  | CX         | 緯來日本台 | 戶田惠梨香、松田翔太 | 網頁 （页面存档备份，存于） |
| 09月8日  | 真愛開玩笑                | TBS        | 緯來日本台 | 織田裕二             | 網頁（页面存档备份，存于）  |
| 09月9日  | 我的野蠻媽咪              | CX         | 緯來日本台 | 上戶彩               | 網頁（页面存档备份，存于）  |
| 09月23日 | 14歲小媽媽                | NTV        | 緯來日本台 | 志田未來             | 網頁 （页面存档备份，存于） |
| 10月24日 | 婆媳大戰                  | TBS        | 緯來日本台 | 江角真紀子           | 網頁 （页面存档备份，存于） |
| 11月12日 | 鹿男異想世界              | CX         | 緯來日本台 | 玉木宏               | 網頁 （页面存档备份，存于） |
| 11月24日 | 來自日本的救命簽證        | YTV        | 緯來日本台 | 反町隆史             | 網頁 （页面存档备份，存于） |
| 11月26日 | 沒有薔薇的花店            | CX         | 緯來日本台 | 香取慎吾             | 網頁 （页面存档备份，存于） |
| 12月5日  | 貧窮男子                  | NTV        | 緯來日本台 | 小栗旬               | 網頁 （页面存档备份，存于） |
| 12月18日 | 齊藤太太來了              | NTV        | 緯來日本台 | 觀月亞里莎           | 網頁 （页面存档备份，存于） |
| 12月30日 | 蜂蜜幸運草                | CX         | 緯來日本台 | 成海璃子             | 網頁 （页面存档备份，存于） |